# Robert Kerr (Leichtathlet)

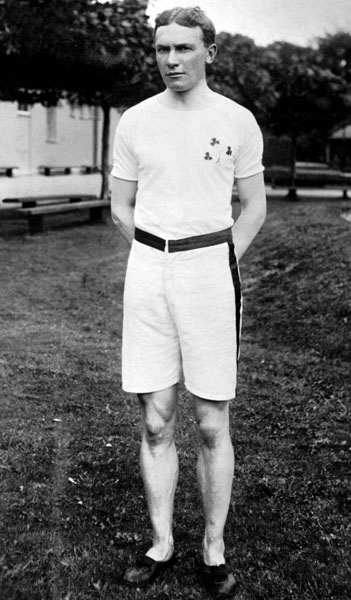
Robert Kerr

Robert „Bobby“ Kerr (* 9. Juni 1882 in Enniskillen im heutigen Nordirland; † 12. Mai 1963 in Hamilton, Ontario) war ein kanadischer Leichtathlet, Olympiasieger und späterer Sportfunktionär.

## Leben
Der gebürtige Ire wanderte im Alter von fünf Jahren mit seinen Eltern nach Kanada aus, wo er nach seiner Schulzeit als Feuerwehrmann arbeitete. In seiner Freizeit trainierte er verschiedene Laufdisziplinen und wurde schnell zum regional schnellsten Sprinter. Bei seiner ersten Olympiateilnahme an den Olympischen Spielen 1904 in St. Louis schied er in den Vorentscheidungen in den von ihm belegten drei Disziplinen (60, 100 und 200 m) aus. In der Folgezeit wurden seine Zeiten besser, und er brach alle kanadischen Rekorde in den Sprintdistanzen von 40 bis 220 Yards.
1908 gewann er die britischen Meisterschaften über 100 und 200 Yards. Bei den Olympischen Spielen 1908 in London gewann er die Bronzemedaille im 100-Meter-Lauf hinter dem Südafrikaner Reggie Walker (Gold) und dem US-Amerikaner James Rector (Silber), am nächsten Tag auch noch die Goldmedaille im 200-Meter-Lauf vor den beiden US-Amerikanern Robert Cloughen (Silber) und Nate Cartmell (Bronze).
Nach seiner aktiven Zeit als Sportler trainierte er die Athleten und Football-Teams von Hamilton und war bei den Olympischen Spielen 1928 in Amsterdam und 1932 in Los Angeles einer der offiziellen Funktionäre. Danach wurde er Mitglied der Canadian Olympic Association und einer der Organisatoren der British Empire Games 1930 in Hamilton.